# Serologia
Serologia ou sorologia é o estudo científico do soro sanguíneo. Na prática, o termo se refere ao diagnóstico e identificação de anticorpos e antígenos no soro.
Conhecem-se atualmente numerosas características sanguíneas que são hereditárias. O estudo da sua variação em relação à repartição geográfica, à sobrevivência num dado ambiente e à patologia tem contribuído grandemente para a moderna antropologia física.